# وركش (طالقان)
وركش هي قرية في مقاطعة طالقان، إيران. يقدر عدد سكانها بـ 377 نسمة بحسب إحصاء 2016.